# Lomnice nad Popelkou (zámek)
Zámek Lomnice nad Popelkou vznikl přestavbami tvrze, zbudované v Lomnici nad Popelkou ve 13. století. Stojí na horním okraji Husova náměstí, čp. 4. Je chráněn jako kulturní památka České republiky.

## Historie
Tvrz je poprvé zmiňována v písemných pramenech v roce 1417 při dobývání Lomnice nad Popelkou Hynkem Jablonským, hejtmanem krále Václava IV. Mezi prvními majiteli tvrze jsou uváděni v roce 1462 Aleš ze Šanova a v roce 1482 Jan Černín z Černína.
V roce 1524 koupil tvrz do vlastnictví Vilém Štěpanický z Valdštejna. Jeho syn Václav ji přestavěl v letech 1566–1567 na zámek v renesančním slohu. Podoba zámku z této doby je zachycena na obraze malíře Antonína Chmelíka a jeho popis zaznamenán v lomnickém urbáři z roku 1667. V majetku Valdštejnů zůstal zámek, s výjimkou krátké doby, kdy ho držel jako léno Otto Bedřich Harrach, do roku 1654. Tehdy ho Jan Viktorin z Valdštejna prodal hraběti hraběti Pavlu Morzinovi.
Další z Morzinů, Václav, provedl v letech 1730–1737 poslední přestavbu zámku v barokním slohu. V této podobě, s malými úpravami, se zachoval zámek do současné doby. V roce 1796 prodal Rudolf Morzin panství Ignáci Falgeovi, obchodníkovi z Trutnova, od jehož vnuka ho pak získal do vlastnictví kníže Karel Rohan.
V novodobé historii bylo v zámku v roce 1850 sídlo okresního soudu a trestnice, v roce 1919 ho zakoupil Živnostenský dům pro společenské účely a v letech 1957–1958 zde byl zřízen domov důchodců.

## Architektura
Původní zámek z druhé poloviny 16. století byl kamenný, kruhového půdorysu s věží, padacím mostem a kašnou uprostřed nádvoří.
Přestavba z první poloviny 18. století nebyla realizována v plném rozsahu stavebních plánů. Vznikla jednoduchá, trojkřídlá jednopatrová budova v barokním slohu. Boční křídlo uzavírající Husovo náměstí je opatřeno členitější fasádou a zvýrazněno mansardovou střechou. V interiéru přízemí byly použity křížové hřebínkové a valené klenby s výsečemi. První patro sestává po rekonstrukci z velkého výstavního a koncertního sálu, společenského salonku a loutkového divadla. K hudebním produkcím je též využíván altán na nádvoří zámku.

### Rekonstrukce
Za finanční podpory Regionálního operačního programu NUTS II Severovýchod, proběhla v letech 2008–2010 generální rekonstrukce interiérů zámku podle návrhu architekta Libora Sommera, včetně úpravy nejbližšího okolí a rekultivace přilehlého parčíku. Pro využití veřejností bylo zrekonstruováno i několik místností rozsáhlého sklepení pod budovou. Exteriér budovy byl upraven pouze novou fasádou v původní cihlové barvě.

## Současné využití
Prostory zámku jsou v současné době využívány ke kulturním a společenským účelům. V multifunkčním sále v prvním poschodí se konají výstavy, koncerty, přednášky, plesy apod. V budově má sídlo městské Kulturní a informační středisko, Městská knihovna a scéna loutkového divadla.

## Galerie

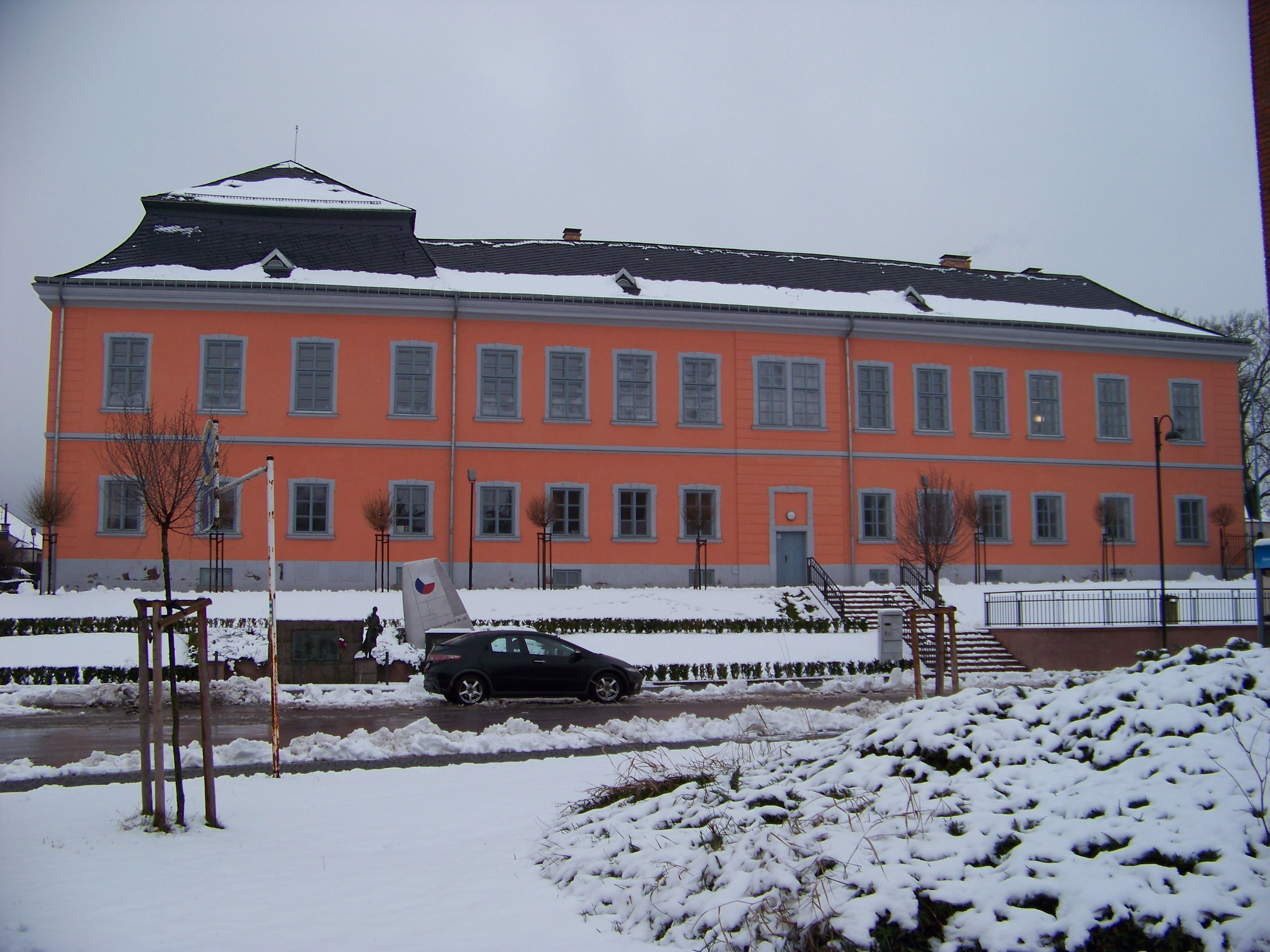
Průčelí zámku
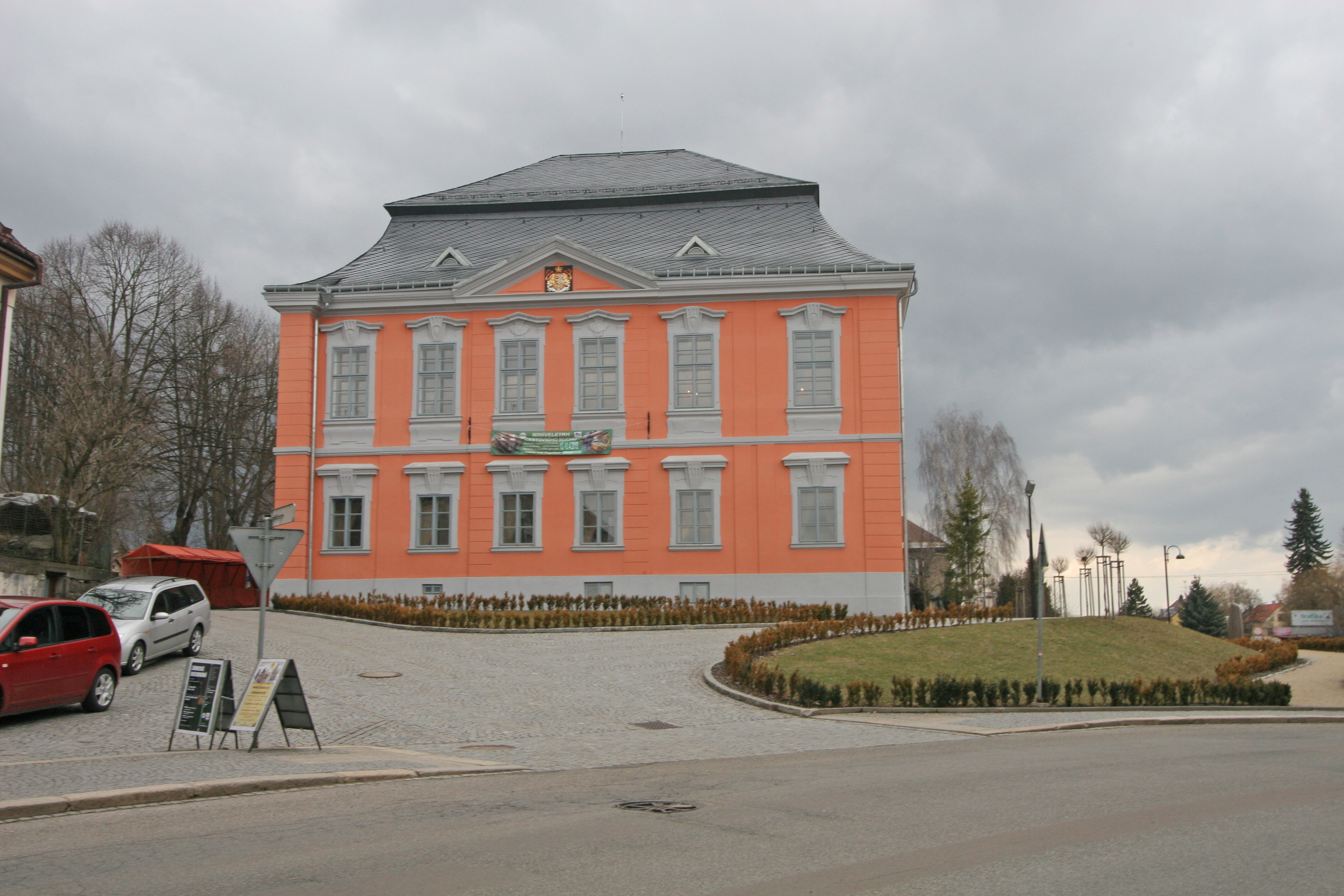
Boční křídlo zámku s erbem a mansardovou střechou
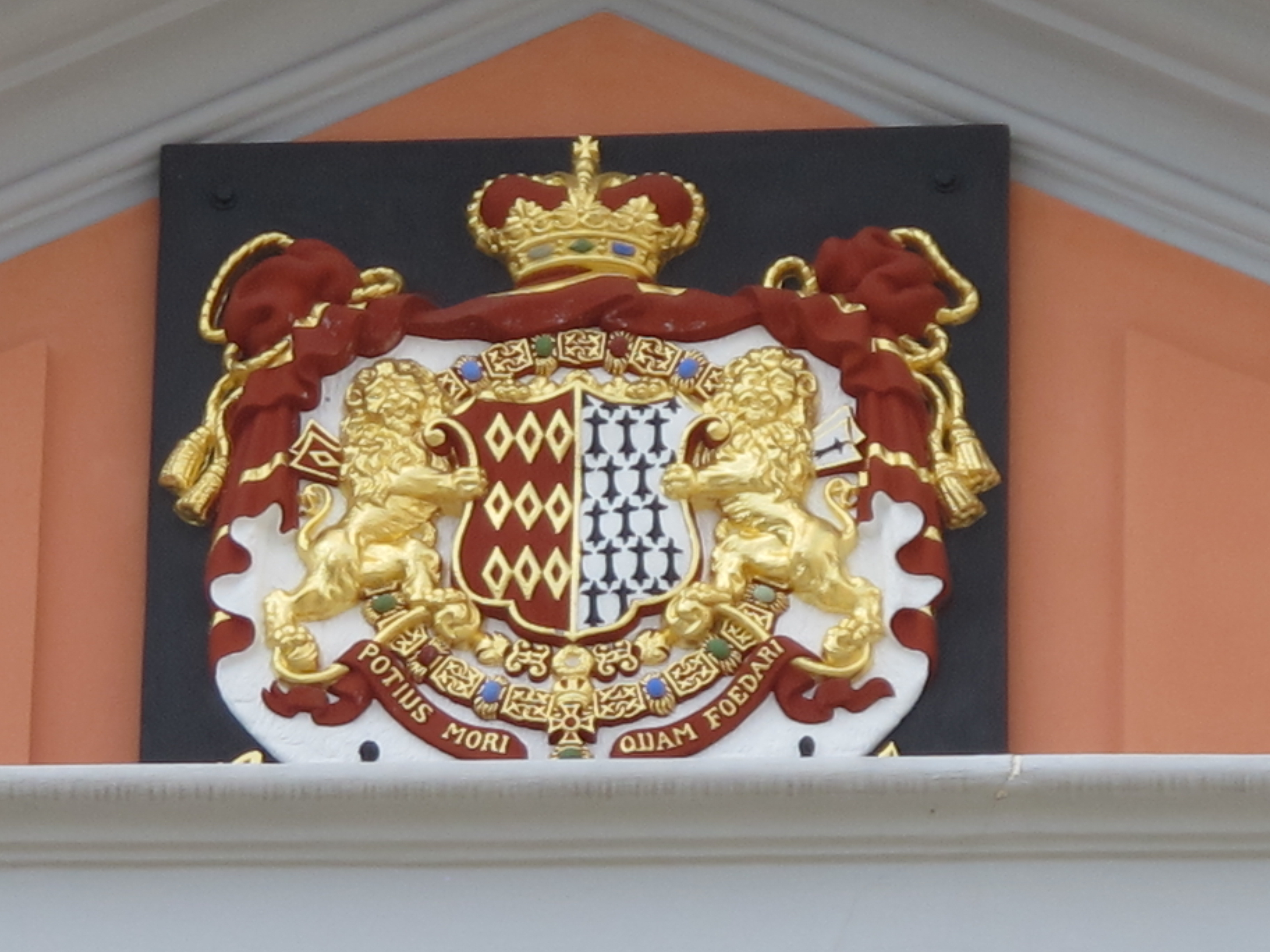
Detail erbu
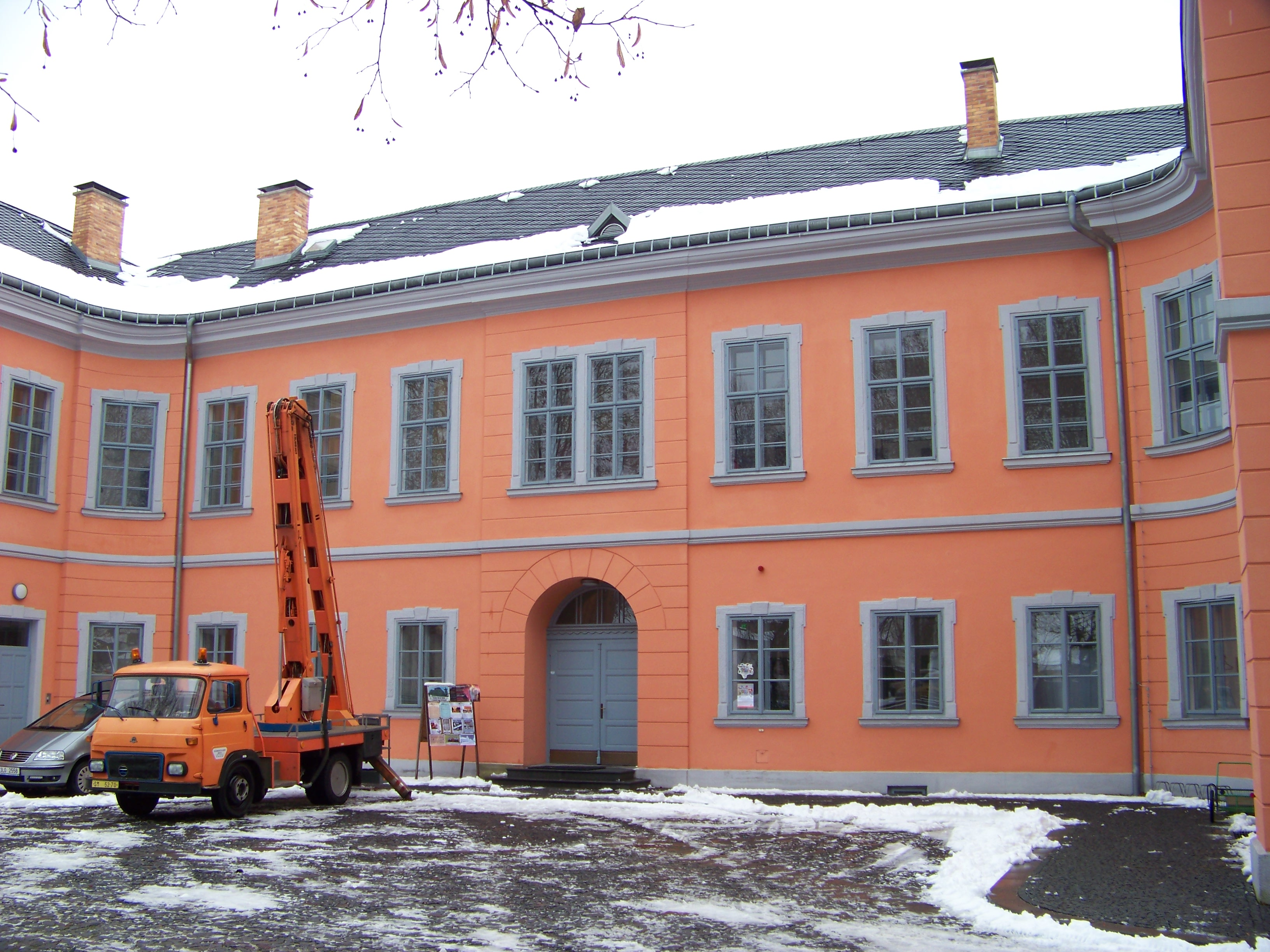
Nádvoří